# Decano (Roma Antiga)
Decano (em latim: Decanus) foi um termo latino que, em latim tardio, significou "chefe de dez". Se originou no exército romano tardio e passou a ser usado posteriormente para os funcionários subalternos no Império Bizantino, bem como para diversos cargos na Igreja, de onde deriva o título deão. O decano era originalmente o líder de um contubérnio, o pelotão de oito legionários que viviam na mesma tenda. Não deve ser confundido com decurião, que era um título dado aos funcionários civis e os líderes de esquadrões (turmas) de cavalaria, com 30 homens. Nos textos gregos, é equivalente ao posto de decarco (dekarchos; "comandante dos dez").
A partir do século IV, o termo passou a ser usado para mensageiros do palácio, em particular os do serviço do imperador. Eles também aparentemente serviram como guardas dos portões e, no século VI, João, o Lídio os igualou aos antigos lictores. No Cletorológio de Filoteu, o decano (em grego: δεκανός; romaniz.: dekanos) foi um funcionário de nível médio, servindo sob um protoasecreta. De acordo com o Sobre as Cerimônias de meados do século X, o decano ficava "encarregado dos trabalhos imperiais", quando o imperador estava em campanha. Evidência sigilográfica para os decanos bizantinos é relativamente raro, embora alguns são retratados em manuscritos iluminados, onde a sua aparência varia consideravelmente, de acordo com as suas diferentes funções.
Na Igreja, o termo foi usado em monastérios para os chefes de grupos dos dez outros monges, os subalternos de baixo-escalão oficiais do patriarca de Constantinopla, e para os coveiros eclesiásticos (fossores).